# Sayyed Zahiruddin Mar'ashi
Mir Sayyed Zahiruddin Marashi (persisch میر سید ظهیر الدین مرعشی‎; * 1413 in Amol, Persien; † 1488) war ein iranischer Gelehrter und Historiker. Er stammt in direkter Linie aus der Herrscherfamilie der Mar'ashi. Sein Großvater, Sayyed Kamaluddin Mar'ashi, herrschte über die Stadt Sari und hatte sich am militärischen Widerstand gegen den Angriff Timurs auf Persien beteiligt. Der Vater Mir Sayyed Zahiruddin Mar'ashis, Sayyed Nasiruddin Mar'ashi, lebte als Vertrauter des eigenen älteren Bruders Ali an dessen Hof in Sari. Das Grabmal seines Urahnen Mir Ghawamuddin Mar'ashi in der Stadt Amol trägt den Namen „Mir Bozorg“ (‚Großer Fürst‘).
Sein persischsprachiges Werk Tarikh e Tabaristan va Ruyan va Mazandaran („Die Geschichte Tabaristans, Ruyans und Mazandarans“) ist der Geschichte der genannten Regionen Persiens gewidmet, welche in geographischer Hinsicht im Wesentlichen den heutigen iranischen Provinzen Mazandaran und Golestan sowie teils der Provinz Gilan im Süden des Kaspischen Meeres entsprechen. In einem weiteren Hauptwerk namens Tarikh e Gilan va Deilamestan befasst er sich mit der Geschichte der westlicher gelegenen nordpersischen Küstenregionen des Kaspischen Meeres Dailam und Gilan, welche am ehesten der heutigen Provinz Gilan entsprechen. 
In Europa bekannt wurden beide Werke mit der Veröffentlichung durch Bernhard Dorn in den Jahren 1850–1858 in Sankt Petersburg.
In seinen Werken nimmt Mar'ashi auch Bezug auf einige vorgeschichtliche bzw. mythologische iranische Figuren. So berichtet er in der Geschichte Tabaristans, Ruyans und Mazandarans, dass der Held Fereydūn (persisch فریدون), der uns in der persischen Mythologie, im Buch Schāhnāme des persischen Dichters Firdausi und u. a. bereits in älteren iranischen Texten, so insbesondere im Avesta, begegnet, in dieser Region und konkret bei Laridschan in der Umgebung des Berges Damavand zur Welt gekommen sei.
Die umfangreichen Arbeiten Sayyed Zahiruddin Mar'ashis sind bedeutende Werke der alten persischsprachigen Geschichtsschreibung.